# Malý Ganek
Malý Ganek (nesprávně Malý Gánok, polsky Mały Ganek německy Kleiner Ganek maďarsky Kis Ganek je severozápadní satelit (Velkého) Ganku ve Vysokých Tatrách. Od masivu Vysoké ho dělí Rumanovo sedlo, od Prostredného Ganku Malá Ganková štrbina a na severu z něj vybíhá samostatný boční hřeben mezi Ťažkou a Bielovodskou dolinou. Z jižní strany leží pod Malým Gankom severovýchodní údolí Zlomísk a Rumanova dolinka. 

## Název
Gang, "veranda" znamená lidový zastaralý slovenský pojem pro verandu, v regionálním dialektu se vyslovuje "Ganek". Vztahuje se na typickou terasu, sutinovou rampu, která podélně protíná severozápadní stěnu Malého Ganku ve výši téměř 300 metrů nad Ťažkou dolinou. Nazýváme ji Galéria Ganku. Název přešel do literatury a kartografie ve své místní nářeční formě. Nakolik známější a správnější forma názvu "veranda" je už archaická, respektuje se obecně lidový název "Ganek" i v ustálené tatranské zeměpisné nomenklatuře. Adjektivum "malý" odlišuje tento vrchol od sousedního Prostredného Ganku a od nejvyššího štítu masivu, od Ganku. 

## Výstupy
Nelze předpokládat, že by na jeho vrcholu stáli dávní hledači pokladů, a tak prvními doloženými turisty na jeho vrcholu byly Poláci Karol Potkański s horskými vůdci Jęndrzejom Walom ml. a Janem Bachledom Tajberom. Bylo to 25. srpna 1892, kdy se rozhodli vystoupit na (Velký) Ganek západním hřebenem z Rumanova sedla. Severovýchodní stěna pod Galerií Ganku je však mnohem větší horolezecký problém. 

## Turistika
Výstup na štít je možný jen s horským vůdcem. Nejlehčí túra (0+), ale dost exponovaná, vede do Gankovej štrbiny, širokého sedla mezi Rumanovým štítem a Gankom a potom po hřebeni na vrchol. 

## Galerie

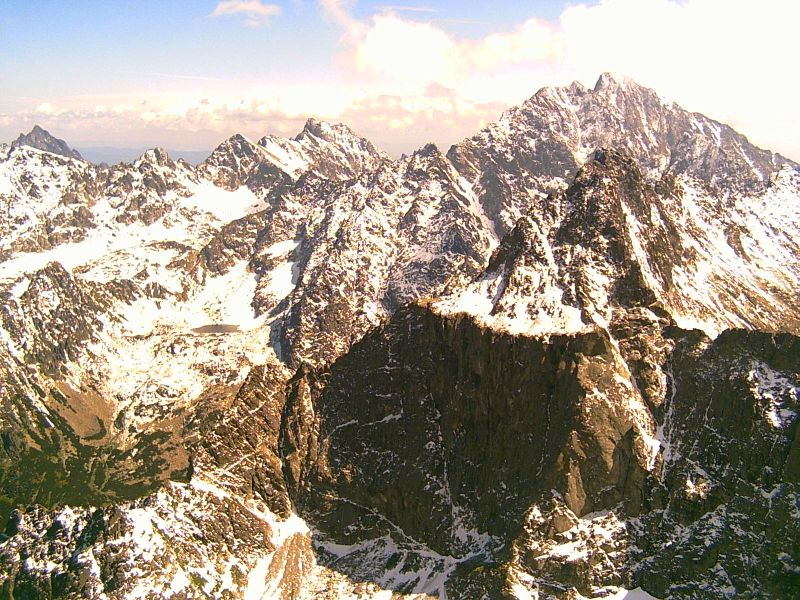
Vlevo nahoře Prostredný hrot, uprostřed Bradavica, vpravo vzadu Gerlach a pod ním Ganek.
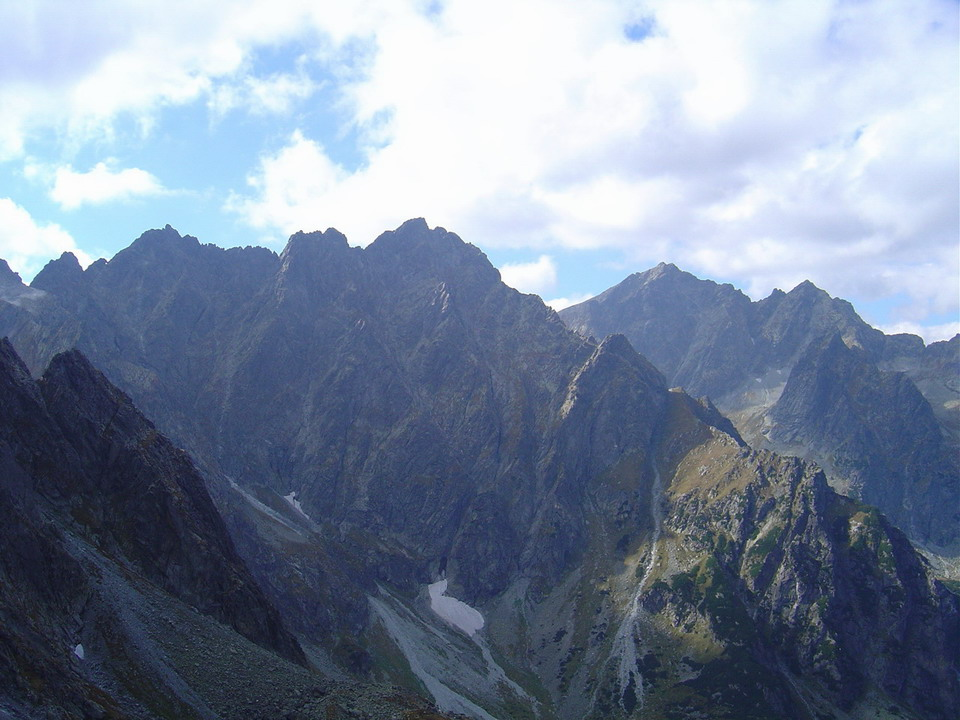
zleva Západní železný štít, Zlobivá, Rumanov štít, Ganek, v pozadí vpravo Rysy a Malé Rysy.
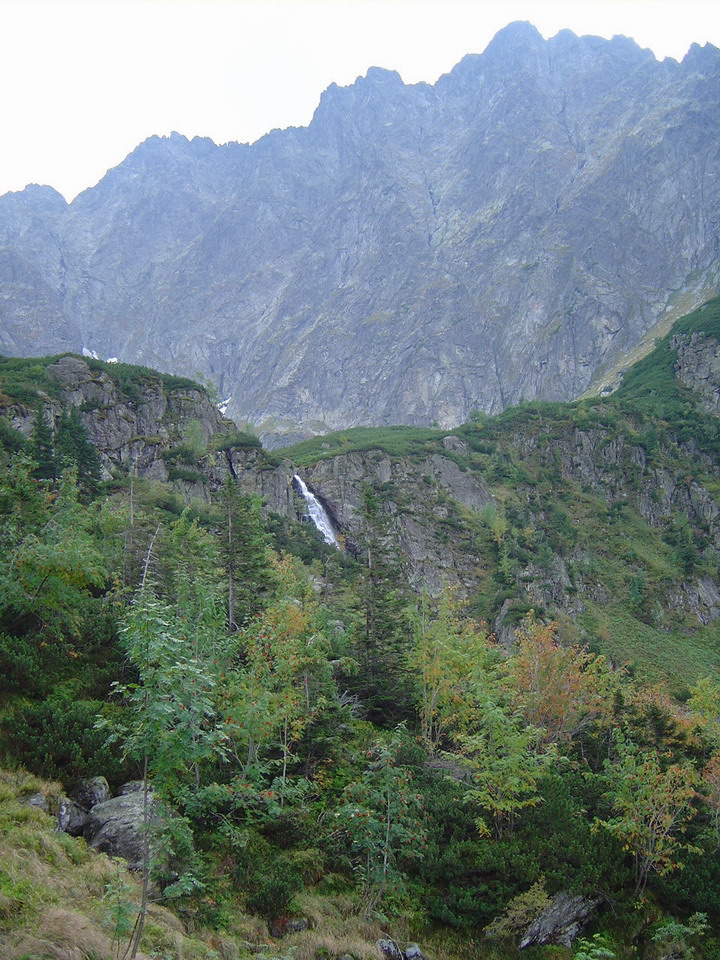
Hviezdoslavov vodopád, zprava Ganek, Rumanov štít a Zlobivá.
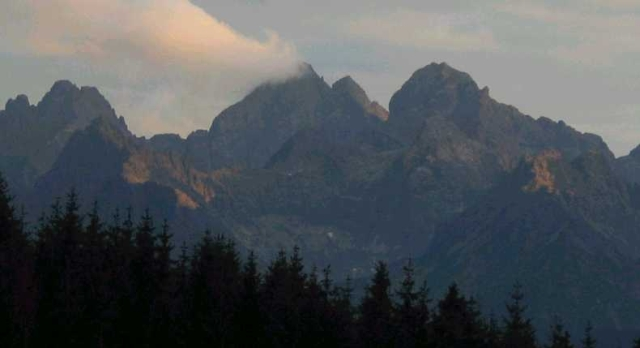
Pohled ze severu, zleva Rumanov štít a Ganek, uprostřed Vysoká (mrak) a Těžký štít, vpravo Rysy.